# Fernando Dias Gusmão

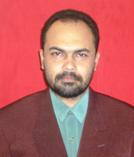
Fernando Dias Gusmão

Fernando Dias Gusmão (* 21. Mai 1973 in Balibo in Portugiesisch-Timor) ist ein Politiker aus Osttimor.
Gusmão studierte Sozial- und Politikwissenschaften.
Von 2001 bis 2007 war Gusmão Fraktionschef der Partido Social Democrata (PSD). Am 7. Dezember 2008 kam es bei der Wahl des Nachfolgers des bisherigen PSD-Parteivorsitzenden Mário Viegas Carrascalão zu einer Kampfabstimmung zwischen dem amtierenden Außenminister Zacarias da Costa und Gusmão, der zu diesem Zeitpunkt Generalsekretär der PSD war. Als Gusmão bei der Abstimmung unterlag, verließ er die PSD und gründete 2009 mit Unterstützern die Partido do Desenvolvimento Nacional (PDN). Gusmão wurde Präsident der PDN. Diesen Posten gab er später ab.
Bei den Präsidentschaftswahlen in Osttimor 2022 war Gusmão Präsident des Wahlkampfteams von Amtsinhaber Francisco Guterres von der FRETILIN.